# نازنین نظام شهیدی
نازنین نظام شهیدی (۱ اسفند ۱۳۳۳–۲۸ دی ۱۳۸۳) شاعر معاصر ایرانی بود. او عضو هیئت داوران جایزه شعر امروز ایران - کارنامه، بود. نازنین نظام شهیدی با انتشار مجموعه شعر بر سه شنبه برف می‌بارد به شاعر سه‌شنبه‌ها معروف شد.

## زندگی‌نامه
نازنین نظام شهیدی در یک اسفند سال ۱۳۳۳ خورشیدی در تهران متولد شد. خانواده او نیز اهل ادبیات و شاعری بود. مادرش ویسه حبیب‌الهی خود شاعر و مشوق فرزندش در جدی گرفتن کار ادبی بود. نظام شهیدی تحت تأثیر مادرش شاعری را در نوجوانی آغاز کرد و در همان دوران به عنوان گوینده به رادیو تلویزیون مشهد رفت. تحصیلاتش را در رشته زبان و ادبیات عرب تا مقطع کارشناسی ارشد در دانشگاه تهران به پایان برد.
پس از انقلاب نازنین نظام شهیدی به صورت حرفه‌ای به شعر می‌پرداخت و اشعار خود را در مجلات ادبی تهران منتشر می‌کرد. وی نخستین کتاب خود را با عنوان ماه را دوباره روشن کن در دهه شصت خورشیدی به چاپ رساند. نظام شهیدی با انتشار سومین کار خود بر سه‌شنبه برف می‌بارد به شهرت فراوانی رسید.
در شعرهای او استعاره، زبان‌ورزی نمادین و فضاهای چندگانه استعاری نقش ویژه‌ای داشت و زبان او در شعر مستقل و تحت تأثیر شاعر دیگری نبود.

### مرگ
وی در ۲۸ دی ماه سال ۱۳۸۳ خورشیدی در سن پنجاه سالگی، ساعاتی بعد از شرکت در مراسم جایزه شعر کارنامه، در منزل نگار اسکندرفر بر اثر لغزش پا و اصابت سرش به میز درگذشت. جسد وی به مشهد منتقل و بنا به وصیت در کنار مادرش در بهشت جواد الائمه (خواجه اباصلت) به خاک سپرده شد.